# Ямато (посёлок)
Ямато (яп. 山都町 Ямато-тё:) — посёлок в Японии, находящийся в уезде Камимасики префектуры Кумамото. Площадь посёлка составляет 544,83 км², население — 15 405 человек (1 августа 2014), плотность населения — 28,27 чел./км².

## Географическое положение
Посёлок расположен на острове Кюсю в префектуре Кумамото региона Кюсю. С ним граничат город Яцусиро, посёлки Мифуне, Мисато, Такамори, Гокасе и сёла Минамиасо, Нисихара, Сииба.

## Население
Население посёлка составляет 15 405 человек (1 августа 2014), а плотность — 28,27 чел./км². Изменение численности населения с 1980 по 2005 годы:
| 1980 | 26 336 чел. |  |
| 1985 | 25 282 чел. |  |
| 1990 | 23 503 чел. |  |
| 1995 | 21 746 чел. |  |
| 2000 | 20 333 чел. |  |
| 2005 | 18 761 чел. |  |

## Символика
Деревом посёлка считается клён, цветком — Erythronium japonicum, птицей — синяя мухоловка.